# Білоусович Михайло Андрійович
Білоусович Михайло Андрійович (*1742, Осокорки — †після 1775, м. см. невід.) — український художник доби Гетьманщини. Майстер церковного мистецтва, зокрема оздоблення емалі візерунками (фініфтяр). Автор фініфтевих медальйонів з зображеннями «Таємної вечері», «Умивання ніг», «Моління у вертограді» та «Покладання в гріб» (1775).
Походив з козацької родини. Випускник Києво-Могилянської академії.

## Біографія
Народився в селі Осокорки Гоголівської сотні Київського полку, тепер лівобережний мікрорайон у межах міста Київ.
З 1751 навчався в Києво-Могилянській академії разом з братом Кирилом Білоусовичем. Серед однокурсників - два хрещеники Отамана Всевеликого Війська Донського Данила Єфремова. Всі вони перебували під опікою дядька Михайла Білоусовича - архімандрита Києво-Печерської Лаври Луки Білоусовича. Архімандрит тримав при свої небожах - Михайлові та Кирилі, а також при їхніх донських приятелях платних інспекторів: Я. Стефановича та К. Лехницького.
По смерті Данила Єфремова 1755 його наступник забрав вельможних донців з Києво-Могилянської академії, в такий спосіб юнацьке братство Михайла Білоусовича було закінчено. 
Михайло Білоусович, через півтора року після смерті дядька Луки (1761), звернувся до нового архімандрита Києво-Печерської Лаври 3. Валькевича по допомогу: «…Я потрапив у крайню скруту і до таких тепер дійшов злиднів, що не лише не можу продовжувати богословську науку, а й найпотрібніших засобів не маю, що неминуче приведе до припинення навчання…» Відтак, до закінчення класу богослов'я (1763) щомісяця Білоусович та його брат Кирило одержували з Києво-Печерської Лаври по 10 рублів стипендії.

### Творчість
Ще студентом Михайло Білоусович виконував мистецькі доручення Києво-Печерської Лаври. Так, 26 липня 1762 з канцелярії Духовного собору Лаври видано «пашпорт Київської академії слушателю класу богословія Михайлу Білоусовичу на вільний проїзд до міста Суми» і лист про постачання йому всього необхідного для роботи в лаврських вотчинах. І по закінченні Києво-Могилянської академії Білоусов підтримував постійні зв'язки з Києво-Печерською Лаврою.
Вже будучи відомим майстром, виготовляв на замовлення Лаври вишукані фініфтеві медальйони, хрести, іконки та інші прикраси для оздоби церковних речей.
1775 прикрасив передану громадянином Шереметєвим дарохранильницю чотирма фініфтевими медальйонами з зображеннями «Таємної вечері», «Умивання ніг», «Моління у вертограді» та «Покладання в гріб». За кожний медальйон майстер одержав по 15 рублів.

## Архіви
- ЦДІАк України, ф. 128, оп. 1 заг., спр. 227, арк. 57, 66, 77,91, 93—94, 96,99; спр. 467, арк. 2.
- Реєстр імен українського біографічного словника